# Ausstellung Japan – Tradition und Gegenwart 1974

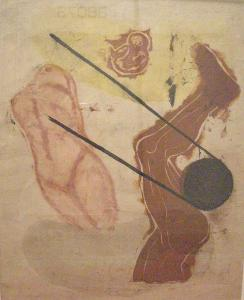
In Düsseldorf gezeigt: Onchi, Allegorie Familie, 1927

Die Ausstellung Japan – Tradition und Gegenwart (japanisch 日本 – 伝統と現代, Nihon – Dentō to Gendai) fand vom 3. Mai bis 9. Juni 1974 in der damals noch Städtischen Kunsthalle Düsseldorf statt. Auf dieser ersten Ausstellung japanischer Kunst in Deutschland nach 1945 wurden 50 japanische Künstler der Jahrgänge 1886 bis 1947 und zwei Künstlergruppen gezeigt.

## Zur Ausstellung
Anders als spätere Ausstellungen zur japanischen Kunst der Gegenwart, die ganz wesentlich von der Japan Foundation unterstützt wurden, fand diese eine auf Initiative des damaligen Direktors der Kunsthalle Düsseldorf, Jürgen Harten, statt, der sich im Vorwort für die Unterstützung einer Vielzahl von Personen und Einrichtungen bedankte. Harten äußert sich in dem ersten Textbeitrag dann auch über die japanische Kunst des 20. Jahrhunderts. Er setzt sich mit der Bemerkung auseinander, Japan würde ohne Eigenes zu schaffen nur den Westen kopieren. Dass „Kopieren“ nicht den Kern der Sache trifft, belegt Harten mit einem Wort des Künstlers Shintarō Tanaka: „Im Kopf denke ich westliche, aber alles andere an mir wurzelt tief in der japanischen Tradition“. Um Missverständnisse möglichst auszuschließen, wurde von vorneherein auf japanische Kalligrafie verzichtet; auch buddhistisch-religiöse Kunst kommt nicht vor. Für die Auswahl der Künstler ging es um aktuelle Akzente mit historischer Perspektive von Fall zu Fall.
In einem weiteren Beitrag geht der in Tokyo lebende Amerikaner Joseph Love auf die ausgestellten Werke näher ein. er beschreibt die Sonderentwicklung der Kunst in Japan während der Meiji-Zeit, nämlich die ziemlich rigorose Spaltung der bildenden Kunst in eine „japanische“ Richtung und in eine „westliche“ Richtung. Während die Maler des Nihonga-Stils heute zwar nicht nur sanfte Figuren- und Landschaftsbilde gestalten oder historische Themen behandeln, sind die „West-Maler“, die hier gezeigt werden, einen Schritt weiter gegangen, geben sich als Künstler, die sich längst nicht nur im Tafelbild ausdrücken, sondern sich in „Dingen“ ausdrücken. Natürlich wird es immer schwieriger, eine spezifisch fernöstliche Färbung in den Bildern und Objekten zu finden, am ehesten noch bei Ufan Lee, fasst Love seinen Beitrag zusammen.

## Einige in Düsseldorf gezeigte Bilder
- Oka: 雪の発電所 (Yuki no hatsuden-jo) – „Elektrizitätswerk im Schnee“; 1956
- Higashiyama: 月篁 (Gekkō) – „Mond und Bambusdickicht“; 1967
- Kayama: 冬 (Fuyu) – „Winter“ 1957

## Ausgestellte Künstler
- Tsuguharu Fujita (1886–1968): 2
- Kōshirō Onchi (1891–1955): 7
- Heihachirō Fukuda (1892–1974): 1
- Shikanosuke Oka (1898–1978): 1
- Takeo Yamaguchi (1902–1983): 3
- Isamu Noguchi (1904–1988): 4
- Yoshishige Saitō (1904–2001): 4
- Jirō Yoshihara (1905–1972): 7
- Kaii Higashiyama (1908–1999): 2
- Yōzō Hamaguchi (1909–2000): 6
- Toshinobu Onosato (1912–1986): 5
- Kumi Sugai (1919–1996): 1
- Yoshikuni Iida (1923–2006): 4
- Tomitarō Nachi (1924–2007): 11
- Matazō Kayama (1927–2004): 1
- Kaoru Ueda (1928–2001): 4
- Hisao Dōmoto (1928–2013): 2
- Masaaki Yamada (山田 正亮; 1930–2010): 6
- Taito Kitayama (北山 泰斗; 1931–2006): 2
- Morio Shinoda (篠田 守男; * 1931): 6
- Tadaaki Kuwayama (桑山 忠明; * 1932): 3
- Hiroshi Nakamura (中村 宏; * 1932): 6
- On Kawara (1933–2014): 5
- Minoru Nishiki (西木 実; 1933–1994): 2
- Masuo Ikeda (池田 満寿夫; 1934–1997): 15
- Natsuyuki Nakanishi (中西 夏之; 1935–2016): 2
- Tetsumi Kudō (工藤 哲巳; 1935–1990): 9
- Shusaku Arakawa (1936–2010): 6
- Ufan Lee (* 1936): 7
- Jirō Takamatsu (1936–1998): 7
- Tadanori Yokoo (* 1936): 9
- Tomio Miki (三木 富雄; 1937–1978): 8
- Takahiko Iimura (飯村 隆彦; 1937–): 5
- Tatsuo Kawaguchi[1] (河口 龍夫; 1940–): 7
- Hidetoshi Nagasawa[2] (長澤 英俊; 1940–2018): 2
- Yoshio Nakae (中江 嘉男; * 1940): 1[3]
- Shintarō Tanaka (田中 信太郎; 1940–2019): 1
- Etsutomu Kashihara (柏原 えつとむ; 1941–): 3
- Hiroyuki Iwano (* 1942): 1[ausgestellte Künstler 1]
- Nobuo Sekine (関根 伸夫; 1942–2019): 5
- Kenji Inumaki (狗巻 賢二; * 1943): 1
- Mitsuo Kanō (加納 光於; 1933–): 5
- Takeo Nakano (* 1943): 2[ausgestellte Künstler 1]
- Katsurō Yoshida (吉田 克朗; 1943–1999): 3
- Katsuhiko Narita (成田 克彦; * 1944): 1
- Kishio Suga (菅木 志雄; * 1944): 3
- Noriyuki Haraguchi (1946–2020): 1
- Keiji Uematsu (植松 奎二; * 1947): 1
- Yoshihisa Kitasuji (* 1948): 3[ausgestellte Künstler 1]
- Takehisa Kikuchi: 1[ausgestellte Künstler 1]
- GREENCOMPANY: 1[ausgestellte Künstler 2]
- Gutai[ausgestellte Künstler 3]

1. 1 2 3 4  Der Katalog enthält keine Namensangaben auf Japanisch, auch keine Längenzeichen über den Vokalen. Trotzdem konnten die meisten der Künstlern identifiziert werden, aber eben nicht alle.
2. ↑  Fujio Akai (* 1945) und Jun Suzuki (* 1946).
3. ↑  Kazuo Shiraga (白髪 一雄; 1924–2008), Atsuko Tanaka, Saburō Murakami (村上 三郎; 1925–1996), Michio Yoshihara (1933–1996), Akira Kanayma (1924–2006).

1. ↑  Im Katalog Takuo Kawaguchi.
2. ↑  Im Katalog Hideo Kawaguchi.
3. ↑  Im Katalog fälschlich als Frau erwähnt.

## Katalog zur Ausstellung
Städtische Kunsthalle Düsseldorf (Hrsg.): Japan – Tradition und Gegenwart. Nihon – Dentō to Gendai. Katalog, Mai 1974. 142 S. und 10 S. Anzeigen.